# Kouranjärvi
Kouranjärvi är en sjö i Finland. Den ligger i kommunen Saarijärvi i landskapet Mellersta Finland, i den centrala delen av landet, 290 km norr om huvudstaden Helsingfors. Kouranjärvi ligger 185 meter över havet. Den är 6,9 meter djup. Arean är 19,5 hektar och strandlinjen är 3,6 kilometer lång. Sjön  ingår i Kymmene älvs huvudavrinningsområde.   I omgivningarna runt Kouranjärvi växer i huvudsak barrskog.